# Ben Hagenmeyer
Ben Hagenmeyer es un deportista alemán que compitió en vela en la clase Flying Dutchman. Ganó una medalla de plata en el Campeonato Mundial de Flying Dutchman de 1995.

## Palmarés internacional
| Campeonato Mundial | Campeonato Mundial | Campeonato Mundial | Campeonato Mundial |
| Año                | Lugar              | Medalla            | Clase              |
| ------------------ | ------------------ | ------------------ | ------------------ |
| 1995               | Torbole (Italia)   | Medalla de plata   | Flying Dutchman    |